# José Tolentino de Mendonça
José Tolentino de Mendonça, más conocido como José Tolentino Mendonça o formalmente como José Tolentino Calaça de Mendonça (Machico, 15 de diciembre de 1965), es un cardenal portugués de la Iglesia católica. Actualmente es prefecto del Dicasterio para la Cultura y la Educación.
Teólogo y profesor universitario, también es considerado como una de las voces más originales de la literatura portuguesa moderna y un eminente intelectual católico. Su obra incluye poesía, ensayos y obras de teatro firmados como José Tolentino Mendonça.

## Biografía

### Familia
El más joven de cinco hijos, José Tolentino de Mendonça, nació en la isla de Madeira, Portugal, el 15 de diciembre de 1965. Pasó sus primeros años en Angola, en varias ciudades costeras donde su padre era pescador. Abandonó África a la edad de nueve años cuando Portugal se retiró de sus colonias africanas.

### Formación, vida sacerdotal y religiosa
Dio inicio al estudio de teología en 1982. En 1989, se graduó con una licenciatura en teología de la Universidad Católica Portuguesa (UCP). Fue ordenado sacerdote para la diócesis de Funchal, Madeira, el 28 de julio de 1990. Ese mismo año publicó su primer libro de poemas, Os Dias Contados. Instado por su obispo se desplazó a Roma, donde terminó su máster en Ciencias Bíblicas en 1992 en el Pontificio Instituto Bíblico. En 2004, obtuvo un doctorado en Teología Bíblica en la UCP.

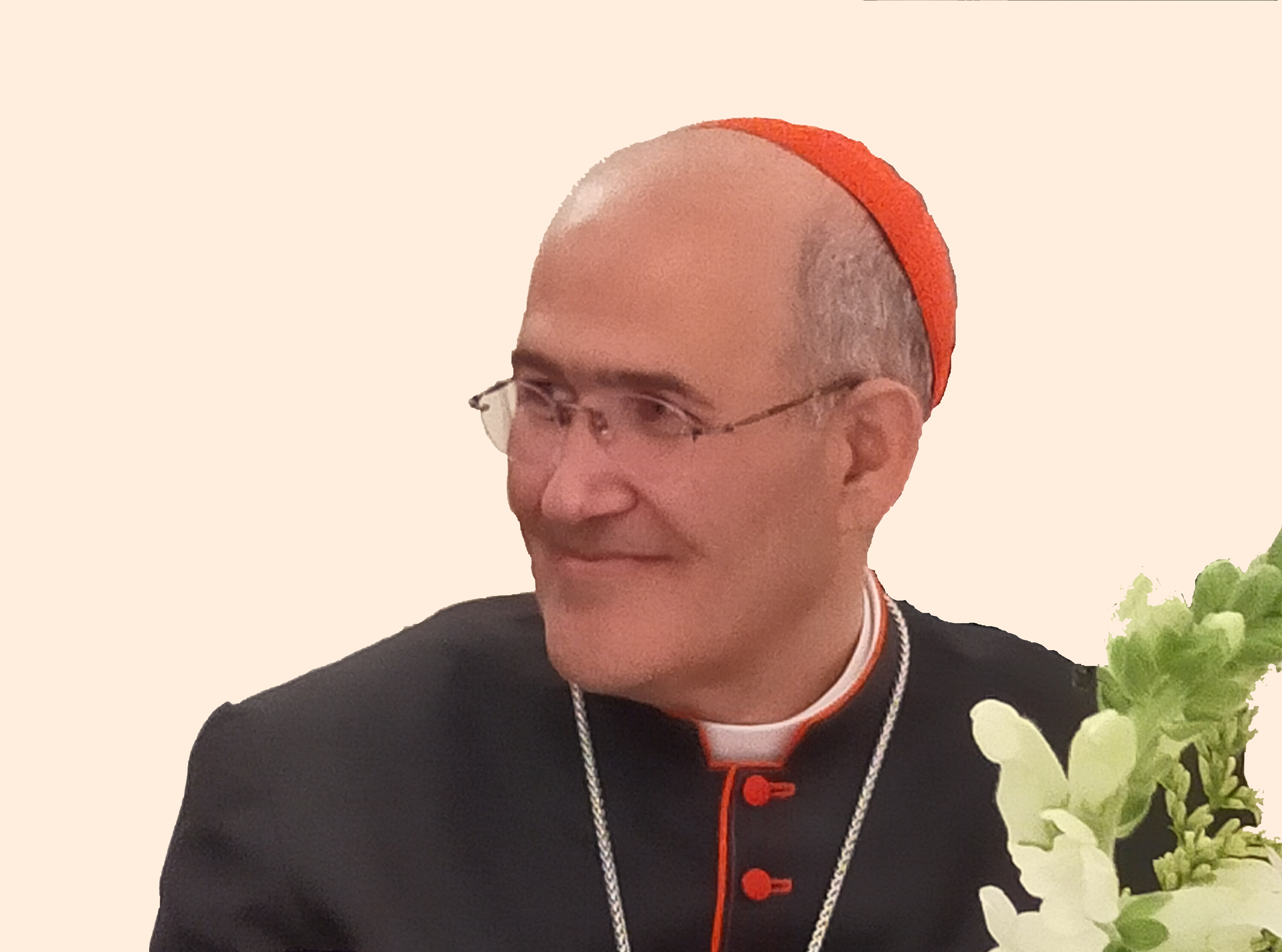
Cardenal José Tolentino de Mendonça el 15 de mayo de 2021

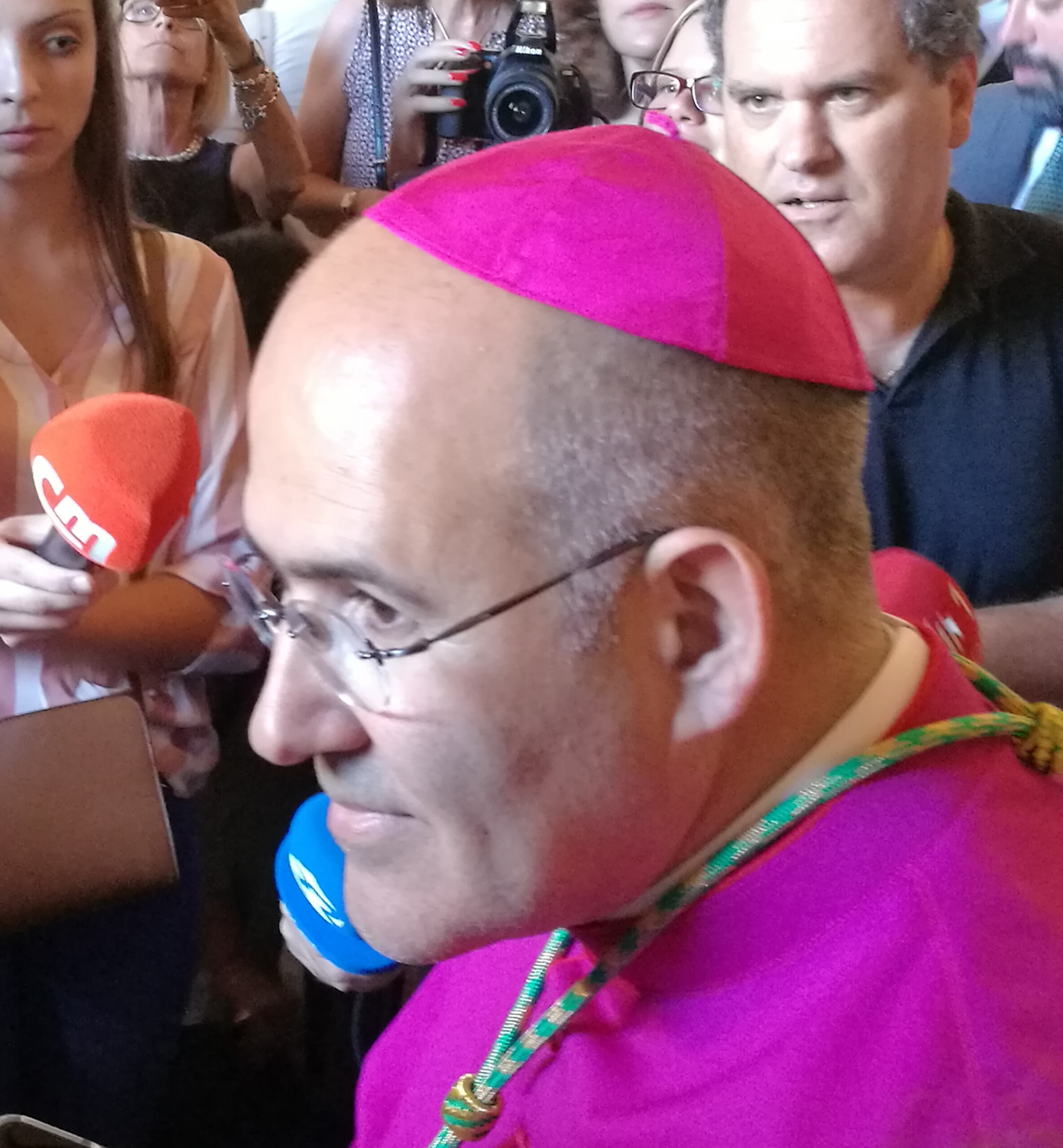
Arzobispo José Tolentino de Mendonça frente a la prensa, luego de su ordenación episcopal el 28 de julio de 2018 en Belém

Ha cumplido tareas pastorales, primero en la parroquia de Nossa Senhora do Livramento en Funchal de 1992 a 1995, luego como capellán en la UCP durante 5 años. Luego sirvió en la parroquia de Santa Isabel en Lisboa y luego se convirtió en rector de la capilla de Nossa Senhora da Bonanza, más conocida como Capela do Rato, en 2010.
El 4 de agosto de 2021 el cardenal José Tolentino de Mendonça se integró como miembro de las Fraternidades Sacerdotales de Santo Domingo, en una ceremonia que tuvo lugar en el Convento de Santo Domingo de Lisboa.

### Carrera académica
Las tareas de José Tolentino de Mendonça después de su ordenación incluyeron nombramientos académicos como profesor en el seminario diocesano de Funchal,  rector del Pontificio Colegio Portugués en Roma y profesor en la Universidad Católica Portuguesa donde enseñó las disciplinas de Hebreo y Cristianismo y Cultura. Fue profesor visitante de la Universidad Católica de Pernambuco (Unicap), Brasil, la Pontificia Universidad Católica de Río de Janeiro y la Escuela Jesuita de Filosofía y Teología de Belo Horizonte (Faje). En Lisboa, se unió a la facultad de la UCP como asistente (1996-1999), profesor auxiliar (2005-2015) y profesor asociado. La UCP lo nombró vicerrector en 2012 y decano de la Facultad de Teología en 2018. Pasó el año académico 2011-12, como Straus Fellow, en New York University, integrando un equipo internacional de investigadores-invitados empeñados en el estudio del tema  "Religión y razón pública".

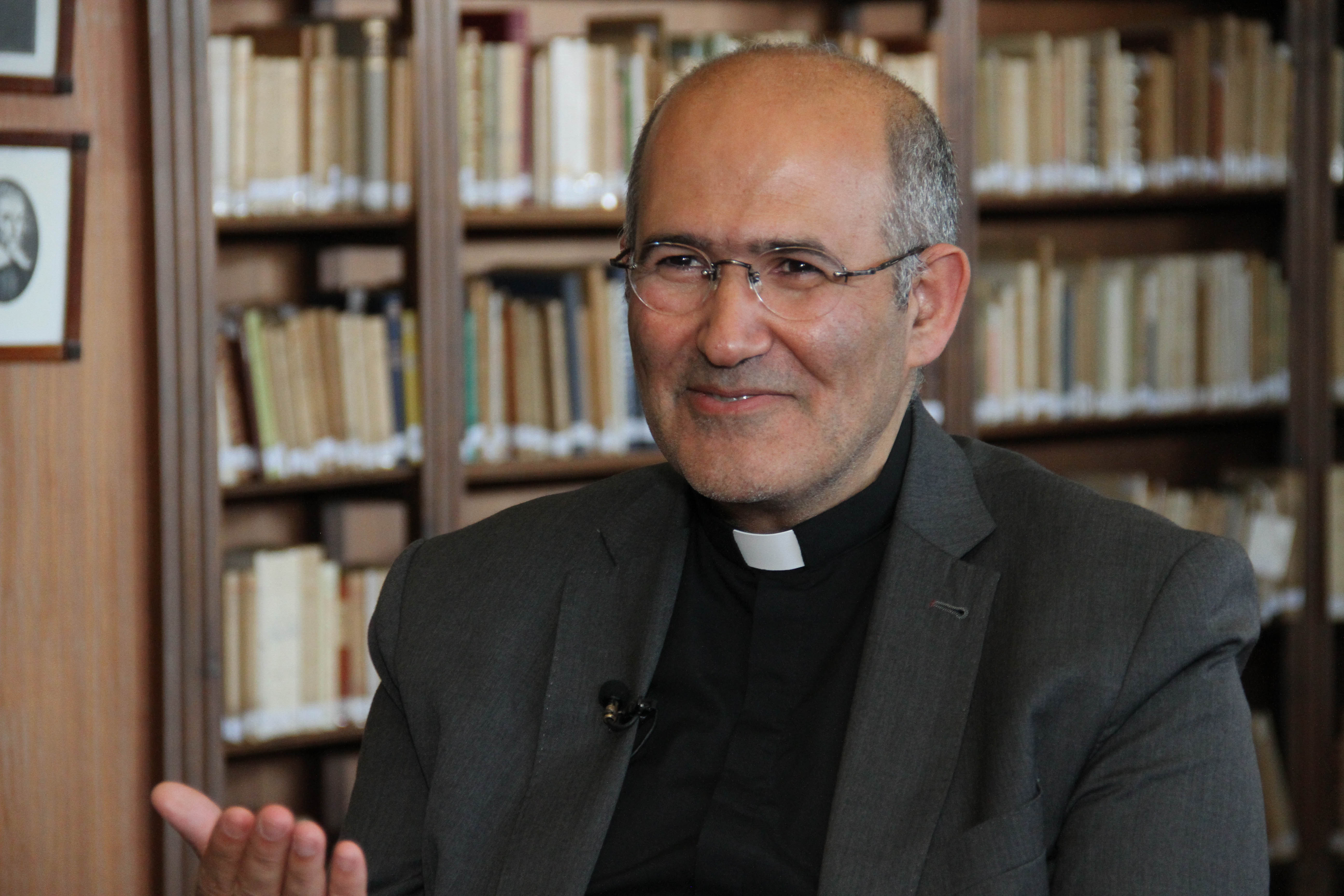
Reverendísimo José Tolentino de Mendonça, julio de 2018

### Obra cultural y literaria
José Tolentino de Mendonça fue el primer director del Secretariado Nacional de la Pastoral de la Cultura de 2004 a 2014, una institución creada por la Conferencia Episcopal Portuguesa para promover el diálogo entre la Iglesia y el entorno cultural más amplio del país. Dirigió la revista Didaskalia, editada por la Facultad de Teología de la Universidad Católica Portuguesa. Firma una crónica semanal en el periódico Expresso.
Después de asistir a una reunión con el Papa Benedicto XVI que reunió a una gran cantidad de artistas en 2009, dijo que se apreciaba el gesto de hospitalidad del Papa. Benedicto señaló que "dentro de la Iglesia, dentro del espacio cristiano, tienen su hogar, una especie de patria". En 2011, Benedicto XVI lo nombró consultor del Pontificio Consejo para la Cultura. El papa Francisco lo volvió a nombrar para este puesto en 2016.
En 2018, José Tolentino de Mendonça es invitado por el Papa Francisco para guiar los Ejercicios Espirituales del Retiro Cuaresmal del Papa y los miembros de la Curia romana del 18 al 23 de febrero. Además de la Biblia, utiliza los escritos de Fernando Pessoa, Clarice Lispector, Françoise Dolto, Etty Hillesum o Blaise Pascal. Luego declara que "los escritores son a menudo importantes guías espirituales". Sus reflexiones se publican bajo el título Elogio de la Sed, prologado por el Papa Francisco.
Enero de 2020: el cardenal Tolentino de Mendonça se une a la comisión científica por el 700 aniversario de la muerte de Dante Alighieri (1265-1321) presidida por el cardenal Gianfranco Ravasi. Una iniciativa organizada por el Pontificio Consejo para la Cultura.
Febrero de 2020: el Papa Francisco nombra al cardenal Tolentino de Mendonça como miembro del Pontificio Consejo para la Cultura, presidido por el cardenal Gianfranco Ravasi. El cardenal ya había sido consultor entre 2011 y 2018.
El 13 de junio de 2020 el cardenal Tolentino de Mendonça gana el Premio Europeo Helena Vaz da Silva por su capacidad de promover la belleza y la poesía como parte del patrimonio cultural inmaterial de Europa y del mundo.
Bajo la dirección del cardenal Tolentino de Mendonça, en el marco del 50 aniversario de la inauguración de la Colección de Arte Moderno de los Museos Vaticanos, el Dicasterio de Cultura y Educación es el principal organizador de un encuentro entre el Papa Francisco y unos doscientos representantes del mundo de la cultura, artistas, escritores, compositores, músicos, actores, arquitectos, etc., de todo el mundo. Este encuentro, el primero desde 2009, en el que participó José Tolentino de Mendonça, se celebró el 23 de junio de 2023 en la Capilla Sixtina. Entre los participantes figuran Javier Cercas y Cristina Morales (escritores), Gonzalo Berondo (artista), Amigo Girol (guitarrista) y muchos otros.
El cardenal José Tolentino de Mendonça es el comisario del Pabellón del Vaticano en la 60ª Bienal de Venecia (20.04.2024-24.11.2024). El pabellón se encuentra en la cárcel de mujeres de La Giudecca, aún en funcionamiento. Ochenta reclusas cumplen allí largas condenas, y algunas de ellas han aceptado guiar a los visitantes en su camino a La Giudecca. El 28 de abril, el Papa Francisco, primer pontífice que visita la Bienal de Venecia, visita el pabellón.Considerado una de las voces del catolicismo contemporáneo, José Tolentino de Mendonça, especialista en estudios bíblicos, ha publicado ensayos, textos espirituales, poemas y sermones, donde aborda los temas principales del canon cristiano, relacionándolos y haciéndolos dialogar con la vida y lo cotidiano. La relación entre el cristianismo y la cultura es el foco central de sus textos, buscando, como teólogo y pensador religioso, descubrir la vida espiritual en los lugares más olvidados, al tiempo que alienta a la Iglesia a estar más presente y más próxima. Sus obras son muy exitosas en Portugal y cada vez más traducidas y publicadas en el extranjero. Ya ha recibido numerosos premios literarios, que ayudan a promocionar su carrera como escritor y subrayan su papel en el mundo cultural.

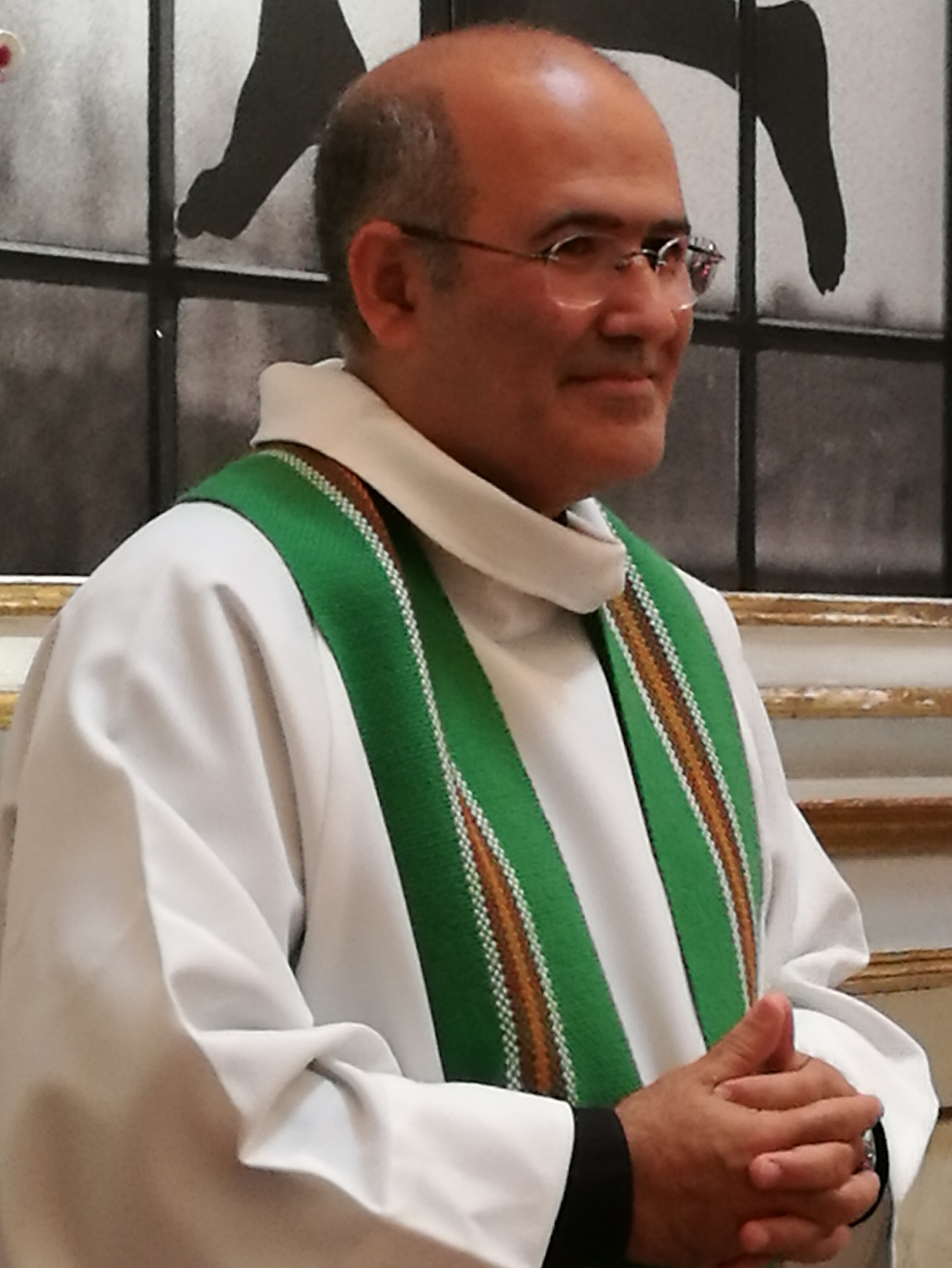
Padre José Tolentino de Mendonça en Capela do Rato, 22 de julio de 2018

## Episcopado y cardenalato
El 26 de junio de 2018, Tolentino de Mendonça fue nombrado arzobispo titular de Suava por el papa Francisco y nombrado para los cargos de archivero y bibliotecario de la Santa Sede, en sustitución del arzobispo francés Jean-Louis Bruguès. La ordenación episcopal tuvo lugar el 28 de julio de 2018 en el Monasterio de los Jerónimos en Belém, Lisboa, presidiendo la celebración del cardenal patriarca de Lisboa, D. Manuel Clemente, el cardenal D. António Marto, obispo de Leiría-Fátima y D. Teodoro de Faria, obispo emérito de Funchal, que el 28 de julio de 1990 había presidido la ordenación sacerdotal de José Tolentino de Mendonça.
El 1 de septiembre de 2019, durante el Ángelus, el papa Francisco anunció la creación de José Tolentino de Mendonça como cardenal, dentro del Consistorio público ordinario de 2019 para la creación de nuevos cardenales.El 5 de octubre de 2019, el papa Francisco lo creó cardenal durante el Consistorio. Fue nombrado cardenal-diácono y fue asignado a la Iglesia Romana de los santos Domingo y Sixto.
El 14 de enero de 2020 fue nombrado miembro del Pontificio Consejo de la Cultura.
El 13 de octubre de 2020 fue nombrado miembro de la Congregación para la Evangelización de los Pueblos.
El 30 de abril de 2022 se publicó su nombramiento como miembro de la Congregación para las Causas de los Santos ad quinquennium.
El 12 de julio de 2022 fue nombrado miembro del Dicasterio para los Obispos ad quinquennium.
El 26 de septiembre de 2022 fue nombrado prefecto del Dicasterio para la Cultura y la Educación, ad quinquennium.
El 7 de marzo de 2023 fue nombrado miembro de la Sección para las cuestiones fundamentales de la evangelización en el mundo del Dicasterio para la Evangelización ad quinquennium.
El 28 de junio de 2023 fue nombrado miembro del Dicasterio para el Culto Divino y la Disciplina de los Sacramentos, ad quinquennium et durante munere.
El 1 de junio de 2024 fue nombrado miembro del Dicasterio para la Doctrina de la Fe.

## Obras selectas

### Libros en español
- Encontrar y poseer el tesoro escondido, 2011 (ensayo) - Paulinas
- Padre nuestro que estás en la tierra: El Padre nuestro para creyentes y no creyentes, 2013 (ensayo) - Paulinas
- Ningún camino será largo, 2013 (ensayo) - Editorial San Pablo ISBN 978-84-285-4289-0
- Hacia una espiritualidad de los sentidos , 2016 (ensayo) - Fragmenta Editorial ISBN 978-84-15518-29-7
- Pequeña teologia de la lentidud , 2017 (ensayo) - Fragmenta Editorial ISBN 978-84-15518-72-3
- La construcción de Jesús , 2017 (ensayo) - Sal Terrae ISBN 978-84-293-2677-2
- Elogio de la Sed (El pozo de Siquem) , 2018 (ejercicios espirituales de la Cuaresma que el autor impartió al Papa Francisco e a la Curia Romana) - Sal Terrae ISBN 978-84-293-2779-3
- El hipopótamo de Dios , 2019 (ensayo) - Narcea Ediciones ISBN 9788427725799
- El poder de la Esperanza, 2020 (ensayo) - Publicaciones Claretianas
- La mística del instante , 2020 (ensayo) - Verbo Divino
- El pequeño camino de las grandes preguntas, 2020 (ensayo) - Fragmenta Editorial ISBN 978-84-17796-39-6

### Libros en portugués
- Os Dias Contados, 1990 (poesía) - Edições SRTC/Poesia, Funchal/Madeira
- As estratégias do desejo: um discurso bíblico sobre a sexualidade, 1994 (ensayo)
- Longe não sabia, 1997 (poesía) - Editoril Presença
- A que distância deixaste o coração, 1998 (poesía)
- Se eu quiser falar com Deus, 1996 (textos pastorales)
- Baldios, 1999 (poesía) - Assírio & Alvim
- Cântico dos Canticos, 1999 -  Cotovia
- De Igual para Igual, 2000 (poesía)
- A construção de Jesus: uma leitura narrativa de LC 7,36-50, 2004 (ensayo) - Assirio & Alvim
- A Estrada Branca, 2005 (poesía) - Assírio & Alvim
- Perdoar Helena, 2005 (teatro) - Assírio & Alvim
- Tabuas de pedra, 2006 (poesía) - Assírio & Alvim
- A Noite abre os meus Olhos, 2006 (poesía reunida)
- Pentateuco, 2007 - Assírio & Alvim
- A leitura infinita. Bíblia e Interpretação, 2008 (ensayo) - Paulinas Editora
- Histórias escondidas da Bíblia, 2009 - Assírio & Alvim
- O Viajante sem Sono, 2009 (poesía)
- O tesouro escondido, 2011, - Paulinas Editora
- Um deus que dança, 2011 (oraciones) - Apostolado da oração
- Pai-nosso que estais na terra, 2011 (ensayo)- Paulinas Editora
- Nenhum caminho será longo, 2012 (ensayo) - Paulinas Editora.
- O hipopótamo de Deus, 2013 (ensayo) - Paulinas Editora
- Os rostos de Deus, 2013 - Temas e Debates
- A papoila e o monge, 2013 (poesía) - Assírio & Alvim
- O estado do bosque, 2013 (teatro) - Assírio & Alvim
- A mística do instante, 2014 (ensayo) - Paulinas Editora
- A leitura infinita, 2014 (ensayo) - Paulinas Editora
- A construção de Jesus, 2015 (ensayo) - Paulinas Editora
- Estação central, 2015 (poesía) - Assírio & Alvim
- Que coisa são as nuvens", 2015 - Expresso. Una selección de las mejores columnas semanales publicadas por Expresso
- Esperar contra toda a esperança, 2015 (ensayo)- Universidade Católica Editora
- Desporto, ética e transcendência, 2015 (ensayo) - Edições Afrontamento
- A construção de Jesus, 2015 (ensayo) - Paulinas Editora
- Corrigir os que erram, 2016 (ensayo) - Paulinas Editora
- Teoria da fronteira, 2017 (poesía) - Assírio & Alvim
- Libertar o tempo. Para uma arte espiritual do presente, 2017 (ensayo) - Editora Paulinas/São Paulo, Brasil
- O Pequeno caminho das grandes perguntas, 2017 (ensayo) - Quetzal
- O Elogio da Sede, 2018 (ensayo) - Quetzal.  Textos de los ejercicios espirituales del Retiro Cuaresmal del Papa y la Curia romana
- Requiem pela aurora de amanhã, 2018 (Folleto de la obra creada para el centenario del fin de la Primera Guerra Mundial ; primera presentación el 20 de julio de 2018 en el Monasterio de los Jerónimos ; Música de João Madureira)
- Nos passos de Etty Hillesum, coeditado con Filipe Condado (fotografías), 2019 (fotobiografia) - Documenta
- Uma beleza que nos pertence (Aforismos), 2019 (ensayo) - Quetzal
- Palavra e Vida 2020   O Evangelho comentado cada dia, 2019 (comentario de cada evangelio diario del año) - Fundação Claret
- O que é amar um país, 2020 (ensayo) - Quetzal
- Rezar de olhos abertos, 2020 (oraciones) - Quetzal
- A questão sobre Deus eo não saber explicar, coescrito con el arquitecto Álvaro Siza Vieira, 2022 (ensayo) - Letras e Coisas
- Metamorfose necessária (Reler São Paulo), 2022 (ensayo) - Quetzal
- O Centro da Terra, 2024 (poesia) - Assírio & Alvim
- A vida em nós (Aforismos), 2024 (ensayo) - Quetzal

### Publicado en lengua inglesa
- Religion and Culture in the Process of Global Change: Portuguese Perspectives, coeditado con Alfredo Teixeira y Alexandre Palma, 2016 (ensayo) Cultural Heritage and Contemporary Change, Series VIII, Vol. 19 - Council for Research in Values & Philosophy

## Premios
- Premio Ciudad de Lisboa de Poesía (1998)[31]
- Premio PEN Club Portugués (2005)[32]
- Premio Literario de la Fundación Inês de Castro (2009)[33]
- Finalista del Premio Literario Casino da Póvoa (2011)[34]
- Finalista del Premio Literario Casino da Póvoa (2015)[35]
- Premio Literario Res Magnae (2015)[36]
- Grande Premio APE/CM de Loulé - Crónica e Dispersos Literários (2016)[37]
- Grande Premio de Poesía Teixeira de Pascoaes (2016)[38]
- Premio Capri-San Michele (2017)[39]
- Premio "Una vida para... pasión!" del periódico italiano Avvenire[40]
- Co-ganador del Premio Cassidorio il Grande[41]
- Ganador del Premio Universidade de Coimbra (2021)[42]
- Ganador del Premio de literatura espiritual y poesía religiosa Basilicata (2021)[43]
- Premio "D. Dinis" 2022 de la Fundación Casa de Mateus para "Introdução a Pintura Rupestre"[44]
- Premio de Letteratura "Francisco de Sá de Miranda" 2023 para "Introdução a Pintura Rupestre"[45]
- Premio de poesía LericiPea (Italia) por el conjunto de su obra [46]
- El 11 de abril de 2025, el cardenal Tolentino de Mendonça ganó la 21ª edición del Premio Eduardo Lourenço por decisión unánime del jurado. El premio reconoce la contribución del cardenal a la cultura portuguesa contemporánea y su papel como intelectual, humanista y poeta.[47]

## Honores
- Comendador de la Orden del Infante D. Henrique (28 de junho de 2001)[48]
- Comendador de la Orden Militar de Sant'Iago de la Espada (4 de diciembre de 2015)
- Medalla al Mérito de la Región Autónoma de Madeira[49]
- El Presidente de la República Portuguesa, Marcelo Rebelo de Sousa elige Tolentino de Mendonça para presidir las celebraciones del 10 de junio de 2020, el Día de Portugal, Camões y las Comunidades Portuguesas, en el monasterio de los Jerónimos en Belém[50][51]
- El 14 de diciembre de 2023, el cardenal Tolentino de Moendonça recibe el Premio Pessoa, una iniciativa del semanario Expresso y de la Caixa Geral de Depósitos, cuyo objetivo es reconocer las actividades de portugueses en vida que hayan desempeñado un papel significativo en la vida cultural y científica del país.[52]
- El 27 de marzo de 2024, el ayuntamiento de Lisboa decide por unanimidad conceder la Medalla de Honor de Lisboa al Cardenal Tolentino de Mendonça, personalidad portuguesa de expresión universal, cuyas contribuciones a la paz y al desarrollo son ampliamente reconocidas.[53]
- El 19 de junio de 2024, en Lisboa, con ocasión de la entrega del Premio Pessoa 2023, concedido al Cardenal Tolentino de Mendonça el 14 de diciembre de 2023, el presidente de la República Portuguesa, Marcelo Rebelo de Sousa, le impuso la insignia de la Gran Cruz de la Orden Militar de Sant'Iago de la Espada.[54]

## Otros honores
- Considerado nos 100 portugueses más influyentes en 2012, por la Revista E del periódico Expresso (2012)
- La Revista Estante de FNAC considera "A Mística do Instante" de José Tolentino Mendonça, uno de los 10 libros "imperdibles" de no ficción de 2014[55]
- La Revista E del periódico Expresso cita a José Tolentino de Mendonça entre "los 50 poderosos, influyentes, innovadores, provocativos y consagrados que marcaron nuestras vidas el año pasado" (26.06.2019)[56]
- En su editorial del 21 de diciembre de 2019, Expresso indica que su equipo editorial eligió a José Tolentino de Mendonça como la personalidad portuguesa del año[57]
- El 14 de diciembre de 2021 el Cardenal D. José Tolentino de Mendonça es nombrado miembro honorario de la Academia Naval en una ceremonia presidida por el presidente de la República Portuguesa, Marcelo Rebelo de Sousa[58]
- El 18 de diciembre de 2022, el Cardenal gana la primera edición del Gran Premio Ilídio Pinho en una ceremonia presidida por el presidente de la República Portuguesa, Marcelo Rebelo de Sousa. El premio pretende honrar a personalidades dedicadas a la "promoción y defensa de los valores universales de la portugalidad".[59]
- El 14 de diciembre de 2023, el cardenal Tolentino de Moendonça recibe el Premio Pessoa, una iniciativa del semanario Expresso y de la Caixa Geral de Depósitos, cuyo objetivo es reconocer las actividades de portugueses en vida que hayan desempeñado un papel significativo en la vida cultural y científica del país.[52]
- El 15 de diciembre de 2023, la Universidad de Aveiro (Portugal) otorga el doctorado honoris causa al cardenal Tolentino de Mendonça por su visión global del mundo y su capacidad para aportar una dimensión cultural al debate de los problemas de nuestro tiempo.[60]
- El 25 de enero de 2024, la Universidad Católica de Pernambuco (Unicap), en Brasil, confiere el título de doctor honoris causa al cardenal Tolentino de Mendonça, muy conocido allí desde 2009: profesor itinerante, ha impartido cursos y conferencias y ha presentado varios de sus libros cuando se publicaron en Brasil.[61]
- El 22 de agosto de 2024, la Universidad Católica da Argentina otorga el doctorado honoris causa al cardenal Tolentino de Mendonça por su importante actividad eclesiástica y académica, su labor sacerdotal y de pastoral humana, así como por su significativa contribución a los campos de la ciencia, las artes, la cultura y la educación.[62]